# ピンカートン探偵社

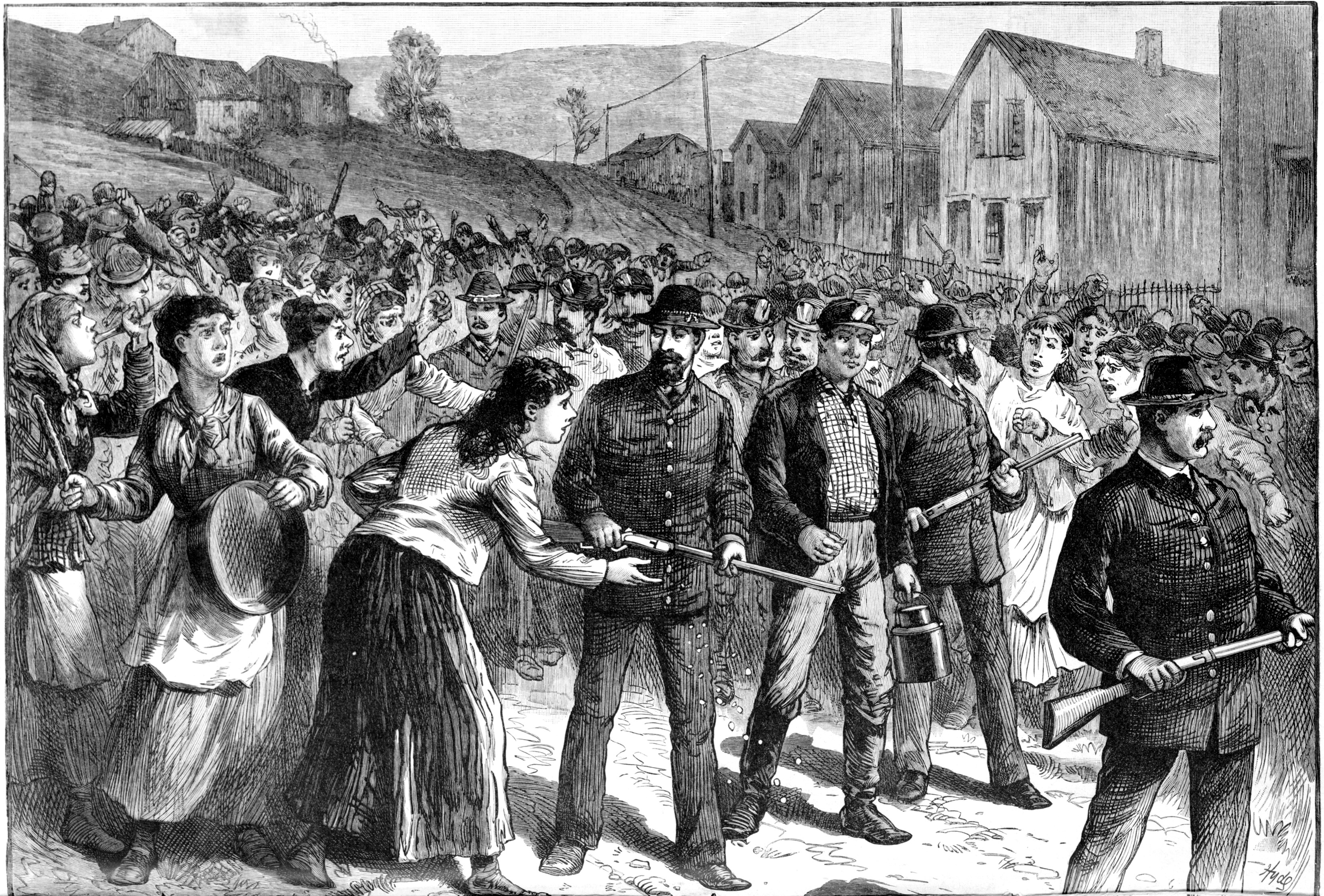
1884年、ピンカートン探偵社の警備員達はオハイオ州Buchtelのスト破りを護衛した。

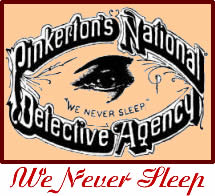
ピンカートン探偵社のロゴ　探偵が“the eye”と呼ばれるようになったきっかけとされる

ピンカートン探偵社（Pinkerton National Detective Agency, 略称：Pinkertons）は、アメリカ合衆国の私立探偵社・警備会社。
スウェーデンの警備会社Securitas ABのアメリカ法人Securitas Security Services USAとして現存し、その政府部門は今尚Pinkerton Government Servicesと呼ばれている。

## 概要
身辺警護から軍の請負まで、手広く営業した。最盛期にはアメリカ陸軍の州兵を上回る人数の探偵を雇用しており、オハイオ州は、準軍事組織または民兵として雇われかねないという恐れから、同社を非合法にしたほどである。
19世紀後半の職場闘争の期間、実業家たちは、ストライキ および組合員と目される人物を監視するスパイとして、あるいはスト破りのためにピンカートン探偵社を雇っていた。1877年の鉄道スト、イリノイ州、ミシガン州、ニューヨーク、ペンシルベニア州の炭坑・鉄鋼・材木ストにかかわった。

## 起源
1850年代、大統領選挙に立候補していたエイブラハム・リンカーンの暗殺計画を未然に防ぎ有名となったアラン・ピンカートンが、シカゴの弁護士エドワード・ラッカーとともに、North-Western Police Agency（北西警察事務所）を設立した。この会社が後にピンカートン探偵社として知られるようになる
。
歴史家のフランク・モーンはこう述べている。

## 政府の仕事
リンカーンは南北戦争期間中、ピンカートンの部下の探偵たちを身辺警護に雇っていた。なお、リンカーン暗殺時にはピンカートンではなくアメリカ陸軍が警護にあたっていた。
1871年、連邦議会は、新設された司法省に、「連邦法を侵害した罪人の発見と起訴」を専門とした補助部門を組織するために5万ドルを計上した。しかし、ちゃんとした捜査部署を作るには、この額では不十分で、司法省はその仕事をピンカートン探偵社に下請けに出すことにした。
しかし、1893年、連邦議会は、政府がスト破りをできないようにするための反ピンカートン法（Anti-Pinkerton Act）を可決した。以下のように規定される。

## モリー・マグワイアズ

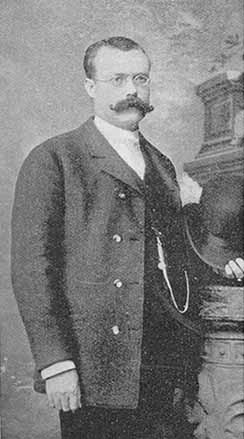
モリー・マグワイアズに潜入したジェームズ・マクパーランド

1870年代、フィラデルフィア・アンド・レディング鉄道社長のフランクリン・B・ガウエン（Franklin B. Gowen）は、会社が経営するペンシルベニア州ポッツヴィルの炭鉱の、労働組合の内部事情を調べるため、ピンカートン探偵社を雇った。探偵ジェームズ・マクパーランド（James McParland）はジェームズ・マッケンナという偽名を使って秘密結社「モリー・マグワイアズ」（Molly Maguires）に潜入し、組織を瓦解させた。アーサー・コナン・ドイルは、この事件から着想を得て、シャーロック・ホームズ・シリーズの『恐怖の谷』を書いた。同じくホームズ・シリーズの『赤い輪』でも、ピンカートン探偵社の探偵が小さな役で登場している。

## ホームステッド・ストライキ
ピンカートン探偵社の仕事における最も悪名高い例が、1892年にペンシルベニア州のカーネギー鉄鋼会社で起こったホームステッド・ストライキ（Homestead Strike）である。当時スコットランドにいて不在だった鉄鋼王アンドリュー・カーネギーに代わって、ヘンリー・クレイ・フリック（Henry Clay Frick）が計画したスト破りを実行するためにピンカートン探偵社が雇われた。ホームステッド・ストライキは143日間も続いていた。
1892年7月6日、製鋼所を占拠したストライキの現場に、ニューヨークとシカゴからピンカートン探偵社の探偵が300人到着した。探偵たちは労働者たちに発砲し、死者10人（ストライキ側が7人、ピンカートン側が3人）、負傷者数百名の大惨事となった。治安を回復するためにペンシルベニア州知事は、州兵2個旅団を出動させた。

## アイダホ州知事暗殺事件
アイダホ警察に逮捕された、ハリー・オーチャードことアルバート・ホーズリー（Albert Horsley）は、マクパーランドに、アイダホ州知事フランク・スチューネンバーグを暗殺（爆殺）したと供述し、連邦裁判で終身刑を宣告された。

## アウトローと商売敵
ピンカートン探偵社は、西部のアウトローたちの追跡のためにも雇われた。ジェシー・ジェイムズ、レノ兄弟、ワイルドバンチ（ブッチとサンダンスを含む）などである。
元社員のG・H・ティールが、ミズーリ州セントルイスでティール探偵社（Thiel Detective Service Company）を設立した。ティール探偵社はアメリカ合衆国、カナダ、メキシコで営業し、ピンカートンのライバルとなった。

## その後のピンカートン社
労働組合との対立のため、「ピンカートン」という言葉は労働組合、組合員、スト破りのイメージが絶えずまとわりつくことになった。しかし、1937年、ラ・フォレット委員会（La Follette Committee）によってその実体が暴かれたことで、労働スパイの事業から撤退した。また、犯罪捜査の事業も、連邦捜査局（FBI）の発足や捜査支局および捜査能力の充実といった、警察組織の近代化の影響に頭打ちになった。数十年間会社の繁盛を支えてきた2つの主要事業を失って、ピンカートン探偵社は、残る身辺警護の事業に打ち込むしかなくなった。そして1960年代には、とうとう会社の名前から「探偵（Detective）」という言葉が消されてしまった。1999年、ピンカートン社はスウェーデンの警備会社Securitas ABに買収され、2003年7月には長年の商売敵ウィリアム・J・バーンズ探偵社（William J. Burns、1910年設立）と統合され、世界でも有数の大警備会社になった。
2020年、Amazonのグローバル・セキュリティ・オペレーション・センターから文書が漏洩し、同社が労働組合活動家や環境保護活動家や市民団体を監視していることが判明した。さらにピンカートンと契約して工作員を社内に潜入させ、倉庫労働者の組合運動の動向や、労働者の漏らす不満、労働者の行う窃盗などを監視・記録させていたことが明らかになっている。

## 世界的な国際探偵協会
World Association of Detective 世界探偵協会（通称/WAD）に所属している。

## 大衆文化におけるピンカートン探偵社

### 音楽
1892年の流行歌にこんな歌詞のものがある。「哀れな孤児の悲しい話を聞いてくれ/親父がピンカートンの奴らに殺されちまったんだとさ」。他には、以下のようなものがある。
- エルトン・ジョン『名高い盗賊の伝説』（1970年） - アルバム『エルトン・ジョン3』収録。
- Pinkerton Thugs - アメリカのパンク・ロック・バンド（1994年～2000年活動）。

### 映画
- 決断の3時10分（3:10 to Yuma, 1957年）
- 血斗のジャンゴ（1967年）
- 明日に向って撃て!（1969年）
- 男の闘い（1970年） - 原題は『The Molly Maguires』。
- 明日に処刑を…(1972年)
- ロング・ライダーズ（1980年）
- ホッファ（1992年）
- バッド・ガールズ（1994年）
- アメリカン・アウトロー（American Outlaws, 2001年）
- レジェンド・オブ・ゾロ（2005年）
- 3時10分、決断のとき（3:10 to Yuma, 2007年） - 『決断の3時10分』のリメイク。

### テレビ
- ブリスコ・カウンティJr.（The Adventures of Brisco County, Jr., 1993年～1994年）
- Deadwood（2004年）
- リッパー・ストリート（Ripper Street, 2012年～2013年）
- 荒野のピンカートン探偵社（英語版） (2014年)

### 小説
- アーサー・コナン・ドイル『恐怖の谷』（1914年〜1915年）
- ハードボイルド・ミステリ小説の草分けダシール・ハメットは、ピンカートン探偵社の元・探偵で、その時の経験が作品に活かされている。
- イアン・フレミング『ジェームズ・ボンド』シリーズ
- テレンス・ディックス『Mean Streets』（1997年）
- ハリイ・タートルダヴ『Great War』3部作（1998年〜2000年）および『American Empire』3部作（2001年〜2003年）
- マシュー・パール『ダンテ・クラブ』（2003年）
- Malcolm Pryce『Don't cry for me Aberystwyth.』（2007年）
- Warren Ellis『Crooked Little Vein』（2007年）
- 伊藤計劃・円城塔『屍者の帝国』（2012年）
- アンソニー・ホロヴィッツ『モリアーティ』（2014年）

### 漫画
- The Adventures of Tintin: Breaking Free
- ジャバウォッキー
- アウトロー・マン（荒木飛呂彦の短編漫画。『荒木飛呂彦短編集 ゴージャス☆アイリン』に収録）

### TVゲーム
- バイオショック・インフィニット（2013年）
- コールオブファレス：ガンスリンガー（2013年）
- レッド・デッド・リデンプション2 （2018年）

### 共動創作コミュニティ
- SCP財団:ピンカートン社に勤めた架空の200人以上の人物をSCP-3155として創作された[12]。

## 文献
- Jeffreys-Jones, Rhodri (Oct 1, 2003). Cloak and Dollar: A History of American Secret Intelligence. Yale University Press. ISBN 0-300-10159-7